# Народный язык
Народный язык — в противоположность литературному языку, живой язык народных масс, известный только в устном употреблении, как разговорный или как язык произведений устной словесности.
Являясь по большей части средством общения лишь между близко живущими друг от друга частями народа, народный язык распадается на областные или местные диалекты и говоры, ограниченные по большей части сравнительно небольшой территорией и отличающиеся друг от друга не только благодаря территориальной разрозненности населения, но и благодаря различиям в быте населения и окружающей его обстановке, и отличается меньшей устойчивостью, чем литературный язык. Кроме того, служа потребностям обыденной жизни, народный язык вообще беднее литературного языка.
По мнению Н. С. Трубецкого:

…Язык народный имеет наклонность к диалектическому дроблению, тогда как литературный, наоборот, имеет наклонность к нивелировке, к установлению единообразия…. При дифференциации народного языка преобладает принцип географический: между языком отдельных профессиональных или бытовых групп (земледельцев, рыбаков, охотников и т. д.) всегда существуют известные различия, но различия эти менее сильны, чем различия между говорами отдельных местностей. Наоборот, в дифференциации литературного языка принцип специализации преобладает над географическим… гораздо сильнее выступают в литературном языке различия по видам специального применения, например различия между языком научной прозы, деловой прозы, художественной прозы, поэзии.
Разговорный язык может быть чисто литературным, чисто народным или представлять собой смесь литературного и народного языка в различных пропорциях… Сожительство народного и литературного языка в среде одного и того же национального организма определяется сложной сетью взаимно перекрещивающихся линий общения между людьми.